# Rete tranviaria di Mestre (1891-1938)

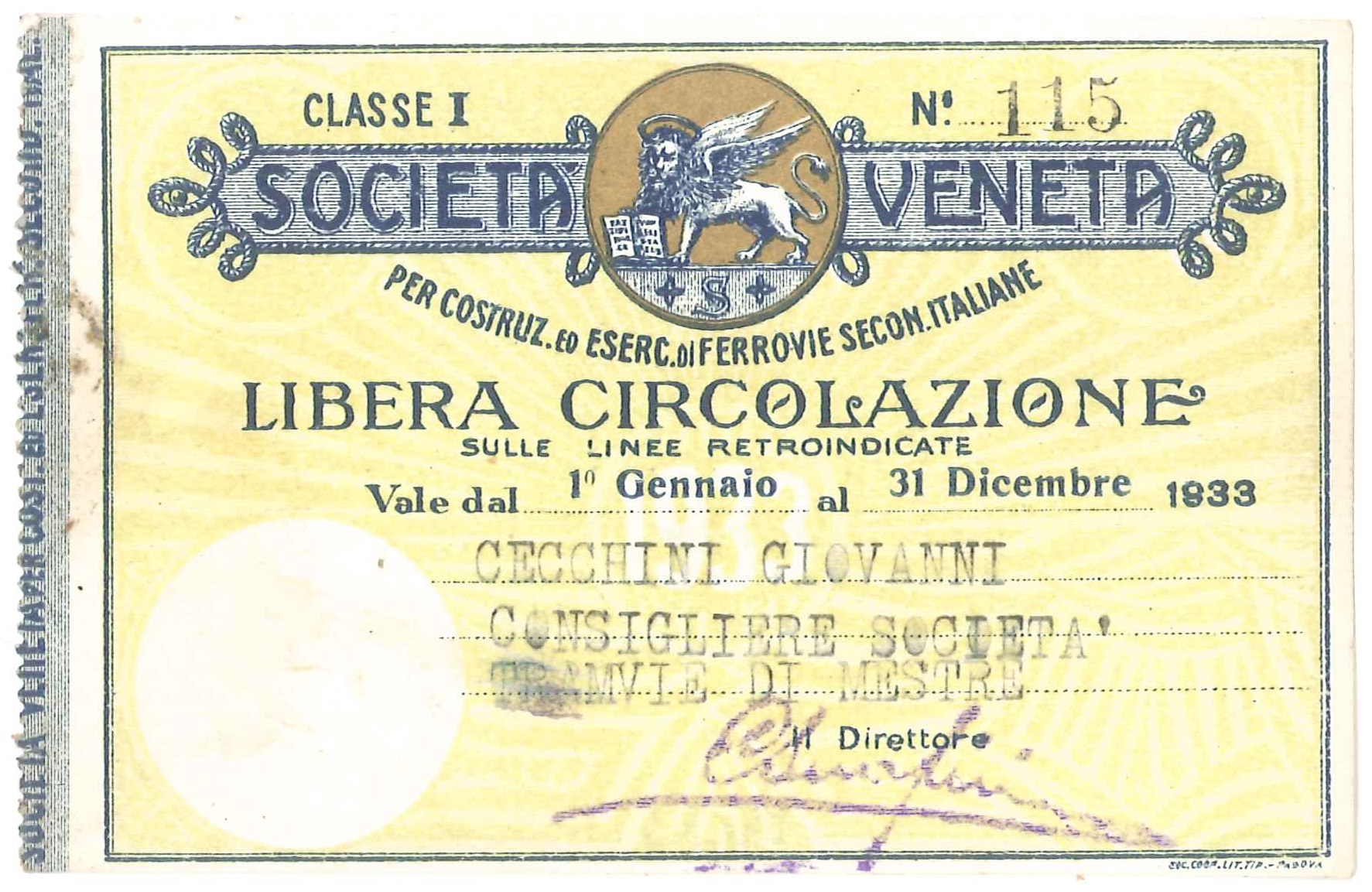
Tessera Giovanni Cecchini Consigliere Società Tranvie di Mestre 1933

La rete tranviaria di Mestre, costituita da linee urbane e ed extraurbane, fu in esercizio fra il 1891 e il 1938, quando venne sostituita da un impianto filoviario.

## Storia
Dopo che nel 1885 la città era stata raggiunta dal collegamento tranviario extraurbano Padova-Malcontenta-Fusina, nel 1889 fu presentato un progetto per collegare piazza XXVII Ottobre (poi piazza Barche) a San Giuliano e, tramite un ponte metallico, al sestiere veneziano di Cannaregio.

### Dal tram a cavalli a quello elettrico

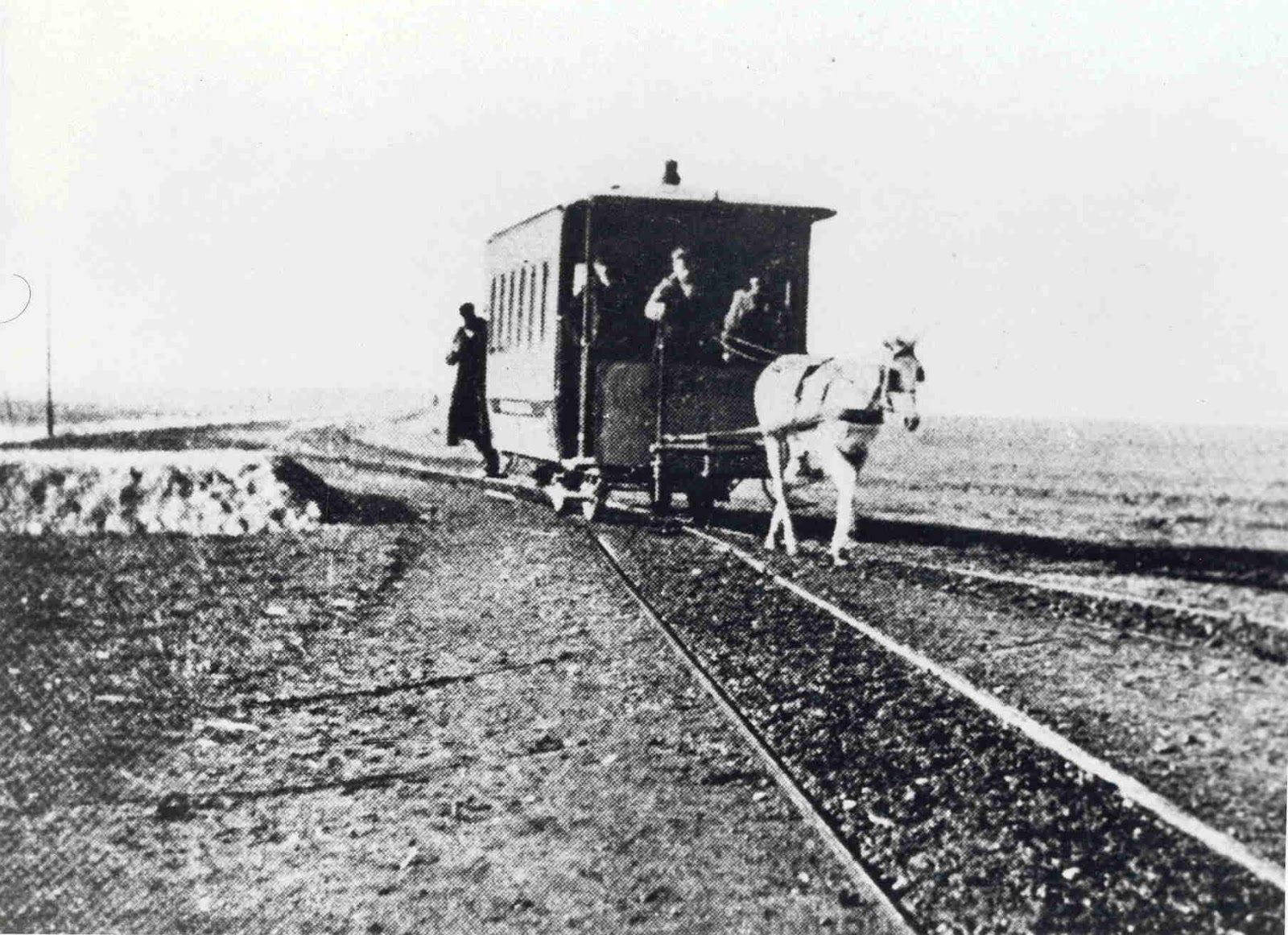
San Giuliano: i primi tram a cavalli

Nel 1891 entrarono in funzione 4,3 km di binari a profilo Vignoles e scartamento di 0,950 metri per il collegamento tra piazza XXVII Ottobre e San Giuliano con trazione a cavalli.
Le quattro carrozze potevano trasportare fino a 48 passeggeri a seconda dell'allestimento e il percorso veniva coperto in 15 minuti. Il 5 ottobre dello stesso anno la Società Anonima Tranvie Mestre-San Giuliano passò dalla trazione a cavalli a quella a vapore.
Il 17 aprile 1904 la linea venne elettrificata e aperta al pubblico il 21 gennaio 1906.

### La gestione STM
Il 16 ottobre 1905 entrò in servizio un'altra linea elettrica, il cui progetto era stato approvato nel 1903 e che collegava piazza Umberto I, nei pressi della piazza XXVII Ottobre, alla stazione di Mestre percorrendo via Olivi e via Cappuccina. Mestre divenne così la prima città del Veneto ad avere una linea tranviaria elettrica, e di lì a poco la società di gestione cambiò denominazione in Società Anonima Tramvie Mestre (STM)
Il 5 agosto 1908 entrò in funzione la linea urbana di 1,460 km Mestre-Carpenedo, che serviva una zona in espansione industriale ed edilizia.
Negli anni successivi entrarono in funzione altre nuove linee tranviarie gestite dalla STM, che dal 1910 divenne anche responsabile della gestione della rete urbana di Treviso: con regio decreto n. 412 del 2 aprile 1911 fu accordata all'azienda la costruzione e l'esercizio di due linee tranviarie "fra Mestre e Carpenedo e fra Mestre a Treviso e Sant'Artemio, con diramazione da Piazza dei Noli alla stazione ferroviaria di Porta Cavour in Treviso", sulla base dei relativi progetti redatti dall'ingegner Angelo Bortolato e presentati da quest'ultimo fra il 1908 e il 1910.

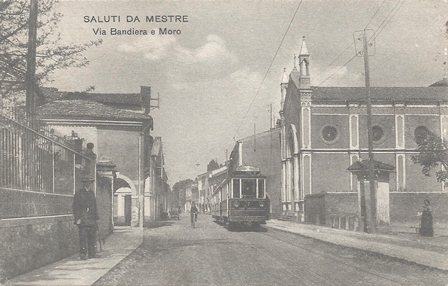
Mestre, via Bandiera

Il 20 febbraio 1909 era entrata infatti in funzione la Mestre-Treviso di 18,780 km, che richiese lo scavalcamento di due attraversamenti ferroviari (il primo, in località Favorita, sulla ferrovia Venezia-Treviso, mentre il secondo sovrappassava il fascio binari della stazione di Treviso Centrale), con un tempo di percorrenza di due ore e mezza. Un terzo attraversamento (la ferrovia Venezia-Trieste in località quattro cantoni) veniva passato a raso; un addetto munito di apposito bastone abbassava il pantografo dei tram, il vice presidente della STM Giovanni Cecchini  si interessò particolarmente alla realizzazione di questi attraversamenti.
Il 1º luglio 1912 fu la volta della Mestre-Mirano, che andava a servire una zona sino ad allora non servita da mezzi di trasporto pubblici; lunga 11,235 km, essa impose lo scavalcamento di tre attraversamenti ferroviari (in località Giustizia sulle linee Venezia-Udine e Venezia-Trieste, a Chirignago sulla linea della Valsugana e a Spinea su un raccordo militare). Il 7 luglio dello stesso mese una vettura deragliò nei pressi del parco Piraghetto.

### Declino della rete
Nel 1933, in seguito all'apertura del ponte della Libertà, la linea tranviaria Mestre-San Giuliano fu sostituita dalla prima linea filoviaria Mestre-Venezia, che realizzava anche per la prima volta un collegamento diretto tra Mestre (piazza XXVII Ottobre) e Venezia. Nel 1933 la Società Tranvie Mestre cambiò denominazione in Società Filovie Mestre (SFM). Successivamente anche le altre linee urbane tranviarie vennero smantellate e sostituite da sistemi filoviari, così come le tranvie extraurbane Mestre-Mirano e Mestre-Treviso vennero smantellate e sostituite da linee filoviarie rispettivamente nel 1937 e nel 1938. Le linee filoviarie cessarono di funzionare definitivamente il 21 dicembre 1966.

## Galleria d'immagini

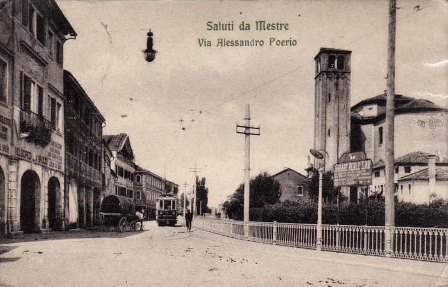
Mestre, via Poerio
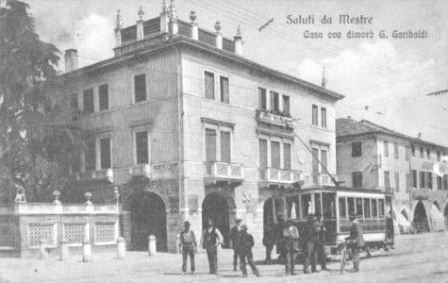
Mestre, tram davanti alla "casa di Garibaldi"
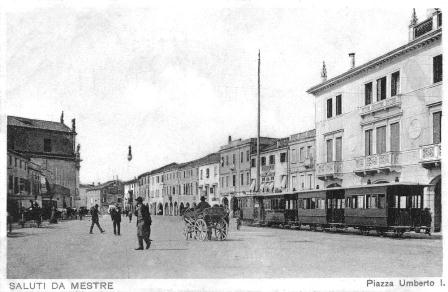
Mestre, piazza Umberto I
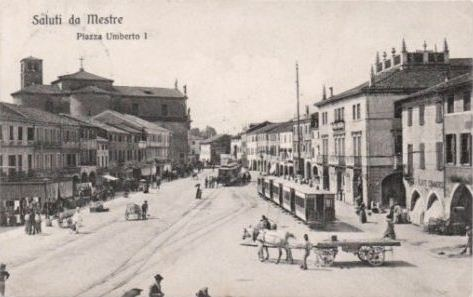
Mestre, piazza Umberto I